# 格日勒敖都苏木
格日勒敖都苏木，是中华人民共和国内蒙古自治区锡林郭勒盟二连浩特市下辖的一个乡镇级行政单位。

## 行政区划
格日勒敖都苏木下辖以下地区：
额尔敦高毕嘎查、陶力嘎查、苏吉嘎查和呼格吉勒图雅嘎查。